# Gosport (Indiana)
Gosport – miasto w Stanach Zjednoczonych, w stanie Indiana, w hrabstwie Owen.